# Guntram Brummer
Guntram Brummer (* 3. März 1938 in Meersburg; † 8. August 2021 ebenda) war ein deutscher Kultusbeamter und Historiker, dessen Arbeitsschwerpunkte in Biographien und historischen Darstellungen lagen.

## Leben
Guntram Brummer prägte für mehrere Jahrzehnte das kulturelle Leben in seiner Heimatstadt Meersburg und in Überlingen. In Meersburg wirkte er in der Nachfolge seines Vaters Karl Brummer (1895–1972) als ehrenamtlicher Stadtarchivar; er gab die Meersburger Blätter für Politik und Kultur heraus, erschienen 1981 bis 1992 unter dem Titel Glaserhäusle. 
Von 1976 bis 2003 war er Kulturamtsleiter in Überlingen und förderte in seiner Amtszeit Musik, Theater und Ausstellungen. Seine besondere Sorgfalt galt der Vergabe des Bodensee-Literaturpreises, der in diesen Jahrzehnten einem breiten Spektrum an Erzählern, Lyrikern, Natur- und Geisteswissenschaftlern verliehen wurde. Er war Herausgeber des Bodenseebuchs 1964 und 1965, das 1965 sein Erscheinen einstellte. Von 1976 bis 2003 gehörte er dem Vorstand des Vereins für Geschichte des Bodensees und seiner Umgebung an. Ein Augenleiden erschwerte ihm während seiner Zeit des Ruhestands die Informationsmöglichkeiten. Er war Mitglied als „Geselle“ der Gesellschaft der 101 Bürger von Meersburg. Er ruht auf dem Friedhof Meersburg.
Nach dem Nachruf von Konrad Fuhrmann hatte er geistes- und kulturwissenschaftliches Wissen aus vielen Jahrhunderten präsent.

## Werke

### Autor
- (als Hrsg.) Bodenseebuch 40, 1965. Bücherfabrik Bodan AG, Kreuzlingen 1965.
- Eine unbekannte Konstanz-Vedute von 1508. Thorbecke, Sigmaringen 1986.
- Museum im Patrizierhof der Reichlin von Meldegg, Überlingen/Bodensee, mit Puppenstuben-Ausstellung. Städtisches Museum Überlingen. 5. Auflage. Selbstverlag des Museums, Überlingen 1995.
- Der Überlinger Rathaussaal. Mercator, Wesel 2003.

### Mitarbeit
- Kurzführer durch das Museum im Patrizierhof der Reichlin v. Meldegg, Überlingen/Bodensee. Mit Puppenstuben-Ausstellung. 1. Aufl. Feyel, Überlingen 1977.
- Erläuterungen zu Bildern aus der Bibliothek. In: Leopold-Sophien-Bibliothek, Internationaler Bodensee-Club (Hrsg.): Die Leopold-Sophien-Bibliothek: ein Kapitel Überlinger Kulturgeschichte. Verlag Internationaler Bodensee-Club, Überlingen 1989, S. 22–39.
- Dorothee Kuczkay, Guntram Brummer: Überlingen. Schlüssel zum Bodensee. Edition Braus, Heidelberg 1989. ISBN 3-92152459-8.
- Louis Carlen, Peter Putzer, Guntram Brummer, Wolfgang Schild, Albrecht Cordes, Peter Stein, Annemarie Lindig: Forschungen zur Rechtsarchäologie und Rechtlichen Volkskunde. Band 16. Schulthess, Zürich 1996, ISBN 3-7255-3411-X.
- Guntram Brummer, Georg Poensgen, Peter Putzer: Der Überlinger Rathaussaal. Ein Kunstwerk aus dem Herbst des Mittelalters. Verlag Robert Gessler, Friedrichshafen 1993, ISBN 3-922137-94-6.
- Karl Brummer, Guntram Brummer: Die „Gesellschaft der 101 Bürger“ von Meersburg in Geschichte und Gegenwart: Aufsätze und Dokumente. Privatdruck, Meersburg 1995.
- Rainer Barth, Friedrich Beran, Doris Blübaum, Guntram Brummer, Franz Hofmann, Elmar Kuhn, Ulrich Knapp, Eva Moser: Der Bodenseekreis. Verlag Robert Gessler, Friedrichshafen 1998, ISBN 3-86136025-X.

### Zeitschriftenaufsätze
Viele seiner Zeitschriftenaufsätze sind in OCLC WorldCat Identities, im Regionalkatalog Konstanz und im Karlsruher virtuellen Katalog dokumentiert.
- Karl Brummer, Guntram Brummer: Vom Meersburger Weinbau und seinem Museum. In: Badische Heimat, Band 41, 1961, S. 178–190.
- Wolfgang Stammler: Lebendiges Mittelalter. In: Stimmen der Zeit, Freiburg, Br. 1961–1962, S. 150–...
- Bodenseebuch 1964. Bücherfabrik Bodan, Kreuzlingen 1964. Mitherausgeber und Beitrag von Guntram Brummer.
- Nachruf Cläre Maillard-Zechlin. In: Schriften des Vereins für Geschichte des Bodensees und seiner Umgebung, Ostfildern: Thorbecke, ISSN 0342-2070. Bd. 85 (1967), S. XVI–XVIII (Digitalisat).
- Nachruf Willy Andreas. In: Schriften des Vereins für Geschichte des Bodensees und seiner Umgebung, Ostfildern: Thorbecke, ISSN 0342-2070. Bd. 85 (1967), S. VI–XIV (Digitalisat).
- Briefwechsel zwischen Joseph Gantner und Guntram Brummer. Zwei Briefe als Manuskript, 25. August – 1. September 1969. Meersburg, Vulpera, Bibliotheksnetz Region Basel.
- Die Meersburger Bürgergesellschaft der Hunderteiner. Meersburg 1972.
- Wer war Jacobus? Zur Deutung von Claudian C.M.50. In: Byzantinische Zeitschrift. Band 65 (1972), S. 339–352.
- Anton Bastian (1690–1759). Wiederentdeckung eines Meersburger Malers. In: Schriften des Vereins für Geschichte des Bodensees und seiner Umgebung, Ostfildern: Thorbecke, ISSN 0342-2070. Bd. 92 (1974), S. 195–210, Digitalisat.
- Alexander Demandt, Guntram Brummer: Der Prozeß gegen Serena im Jahre 408 n. Chr. In: Historia. Band 26, 1977, S. 479–502.
- Eine unbekannte Konstanz-Vedute von 1508. Mit Beiträgen zur Bau- und Kunstgeschichte der Daisendorfer Kapelle und zur Ikonographie des Hl. Sebastian. In: Glaserhäusle, Meersburger Blätter für Politik und Kultur, Heft 8, 1985.
- Guntram Brummer, Xaver Schilling, Karl Brummer: Karl Moll – aus Nähe und Distanz gesehen. Zum 50. Todestag des großen Meersburger Bürgermeisters. In: Glaserhäusle, Meersburger Blätter für Politik und Kultur. Band 9, 1987, S. 14–27.
- Meersburgs Fürstbischöfe – Meersburgs Schicksal: ein Festvortrag zur Tausend-Jahr-Feier In: Glaserhäusle. Meersburger Blätter für Politik und Kultur, Meersburg: Glaserhäusle-Verlag. Band 10 (1989), S. 11–25.
- Nachwort. In: Theodor W. Elbertzhagen: Der Ratsherr Pflummern. Historischer Roman. Stadt Überlingen, Überlingen 1989, S. ...(?).
- Johannes Hüglin, ein Zeuge der Reformation am Bodensee: Vortrag zur 125-Jahr-Feier der Evangelischen Gemeinde Meersburg In: Glaserhäusle. Meersburg: Glaserhäusle-Verlag. Bd. 11 (1990), S. 13–26.
- Landratsamt Bodenseekreis (Hrsg.): Der Überlinger Rathaussaal. Ein Kunstwerk aus dem Herbst des Mittelalters. Mit Beiträgen von Guntram Brummer, Georg Poensgen und Peter Putzer. Fotos von Ulrike und Toni Schneiders (= Kunst am See. 25). Verlag Gessler, Friedrichshafen 1993, ISBN 3-922137-94-6.
- Überlinger Zentralität in der Geschichte: Gewinne – Gefahren – Verluste. In: Badische Heimat. Freiburg, Br.: Rombach, ISSN 0930-7001. Bd. 73 (1993), 1, S. 51–...
- Badische Biographien Neue Folge. Eigentümlichkeiten, Vorzüge und Fehler eines landesgeschichtlichen Sammelwerks, in: Schriften des Vereins für Geschichte des Bodensees und seiner Umgebung, Ostfildern: Thorbecke, ISSN 0342-2070. 112. Jg. 1994, S. 131–145 (Digitalisat).
- Rezension über Hanns Ludin. In: Badische Biographien Neue Folge. Eigentümlichkeiten, Vorzüge und Fehler eines landesgeschichtlichen Sammelwerks. In: Schriften des Vereins für Geschichte des Bodensees und seiner Umgebung. 112. Jg. 1994, S. 131–146, hier S. 139.
- Reich und Recht im Überlinger Rathaussaal. Altes und Neues zum Verständnis des Schnitzwerks von Jakob Ruß. In: Forschungen zur Rechtsarchäologie und rechtlichen Volkskunde. Band 16 (1996), S. 51–76.
- Dorothee Kuczkay, Guntram Brummer: 100 Jahre Kunst in Überlingen. Ausstellungskatalog. Überlingen 1996.
- Bericht über die 113. Hauptversammlung am 16. und 17. September 2000 in Überlingen. In: Schriften des Vereins für Geschichte des Bodensees und seiner Umgebung. Ostfildern: Thorbecke, ISSN 0342-2070. Bd. 119 (2001), S. XVII–XXVII.